# Controlador de Domínio Primário
Um Controlador de Domínio Primário, do inglês Primary Domain Controller (PDC), é um computador servidor em um domínio do Windows. Um domínio é uma rede de computadores agrupados logicamente aos quais o acesso é controlado pelo PDC. Vários tipos de conta existem no domínio, a mais básica é a conta "convidado" ou "login anônimo". O PDC possui uma conta administradora que possui controle total global dos recursos do domínio.

## PDCs
No Windows NT, um DC serve como o controlador de domínio primário. Outros, se existirem, são geralmente um controlador de domínio de backup (BDC). O controlador de domínio primário (PDC) é normalmente designado como o "primeiro". O "Gerenciador de Usuários para Domínios" é um utilitário para manter as informações de usuário/grupo. Ele usa o banco de dados de segurança de domínio no controlador primário. O PDC tem a cópia mestre das contas de usuário do banco de dados que pode acessar e modificar. Os computadores BDC têm uma cópia desse banco de dados, mas essas cópias são só de leitura. O PDC irá replicar seu banco de dados de contas para os BDCs em uma base regular. Os BDCs existem com o objetivo  de fornecer uma cópia de segurança para o PDC, e também podem ser usados para autenticar usuários que logam na rede. Se um PDC falhar, um dos BDCs podem ser promovidos para ocupar o seu lugar. O PDC normalmente será o primeiro controlador de domínio que foi criado, a menos que seja substituído por um BDC promovido.

### Samba
O PDC foi fielmente recriado na emulação Samba do sistema cliente/servidor SMB da Microsoft. O Samba possui a capacidade de emular um domínio NT 4.0, executando sobre uma máquina Linux.